# Knotiges Mastkraut
Das Knotige Mastkraut (Sagina nodosa) ist eine Pflanzenart aus der Familie der Nelkengewächse (Caryophyllaceae). Diese Art ähnelt dem Niederliegenden Mastkraut, ist insgesamt aber etwas größer und hat wesentlich auffälligere und größere Blüten. Außerdem hat das Knotige Mastkraut immer fünf Kelch- und Kronblätter.

## Beschreibung

### Vegetative Merkmale

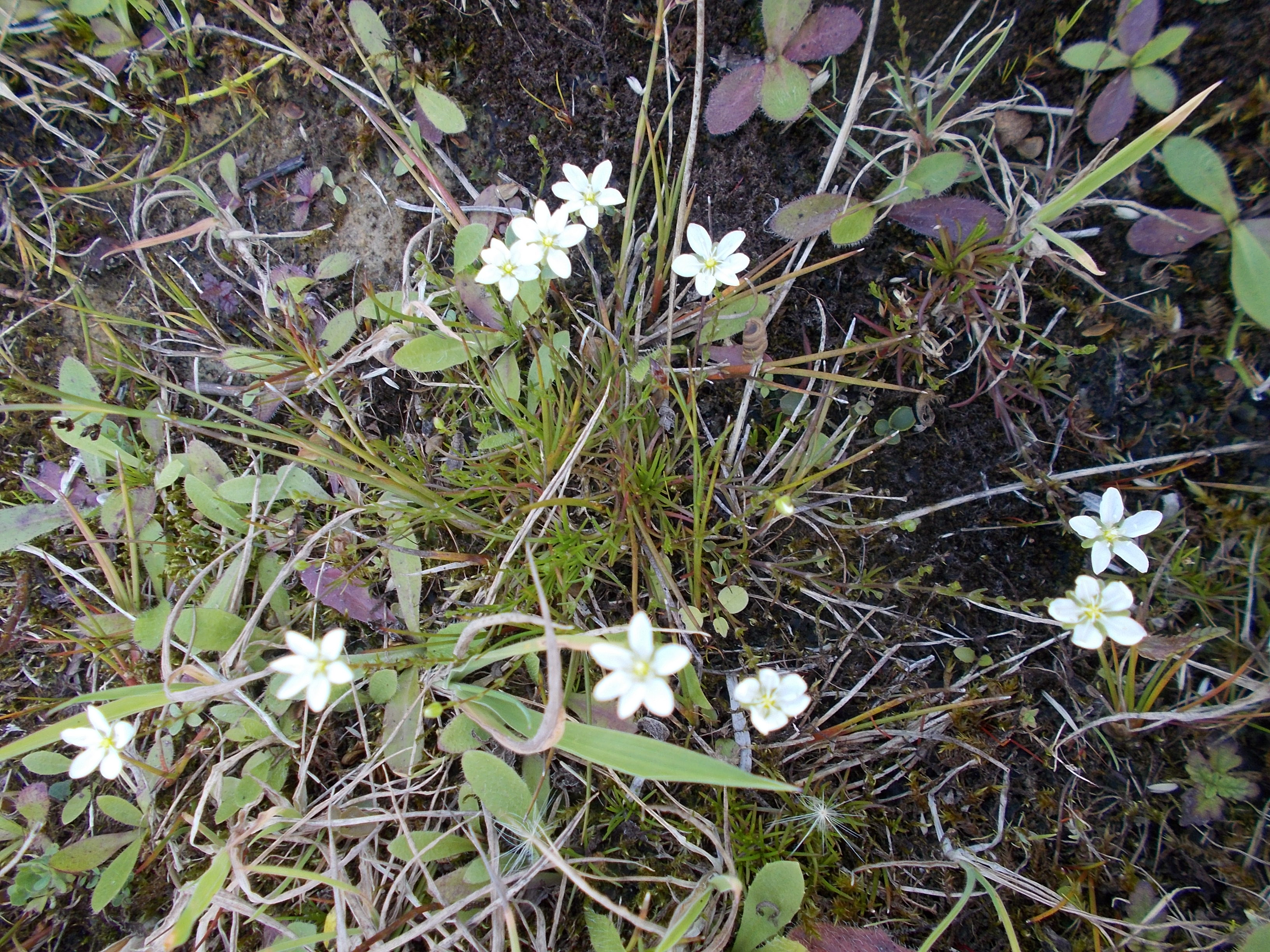
Knotiges Mastkraut (Sagina nodosa)

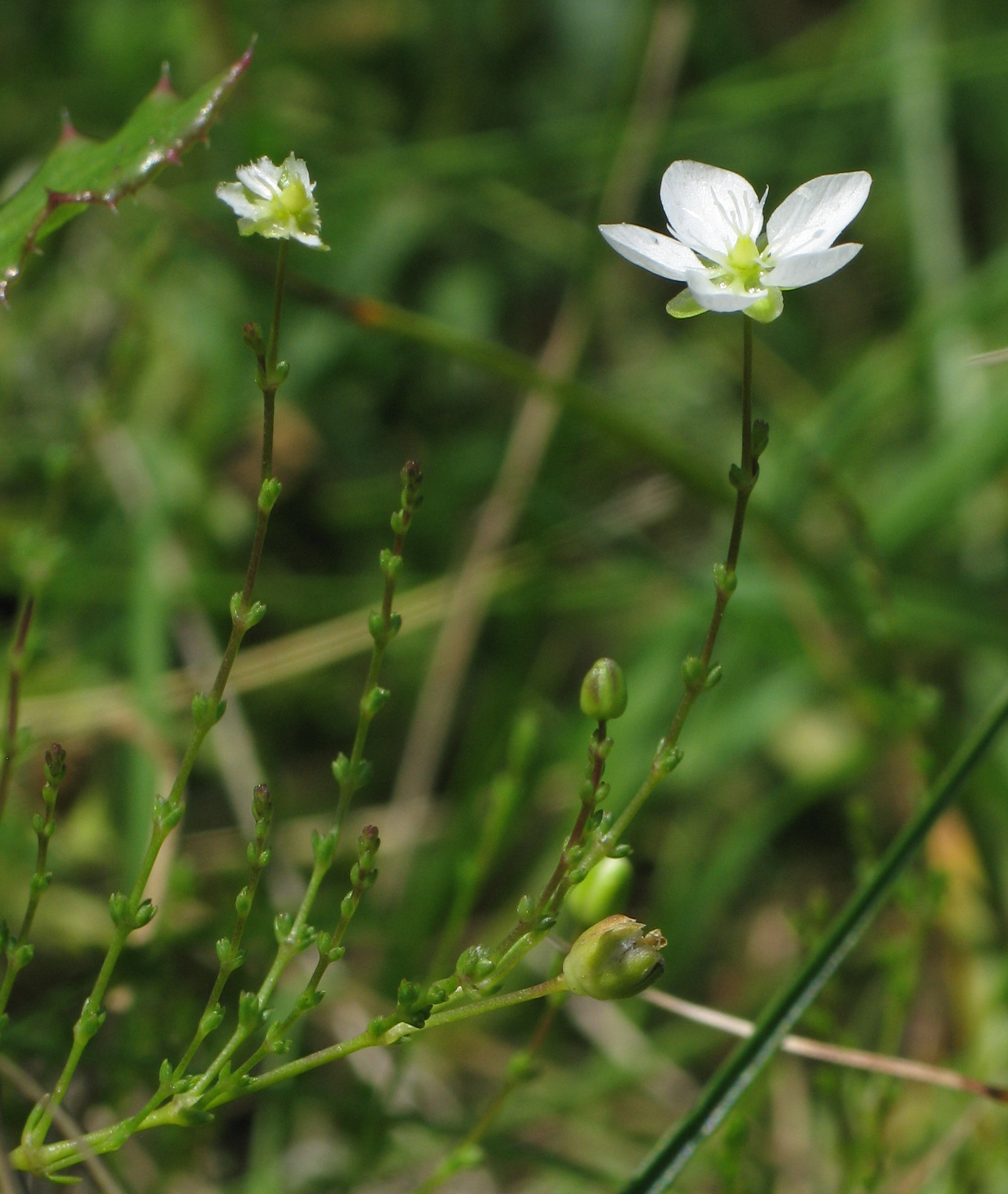
Blütenstand

Das Knotige Mastkraut ist eine immergrüne, mehrjährige, krautige Pflanze und erreicht Wuchshöhen zwischen 5 und 15 cm. Sie ist kahl oder flaumig behaart, wächst niederliegend oder aufsteigend und ist wenig verzweigt. Die Pflanze bildet eine Pfahlwurzel. Aus den Blattachseln sprießen nichtblühende Blattrosetten, diese können abfallen und an geeigneten Stellen wurzeln, dadurch wirkt die Pflanze zum Teil rasig. Die gegenständigen Stängelblätter sind schmal linealisch, unten 5 bis 15 mm und oben meist weniger als 5 mm lang. Sie besitzen eine kurze leicht fleischige Stachelspitze.

### Blütenstände, Blüten und Früchte
Die Blüten sitzen in lockerem Blütenstand an dünnen Stielen, die den Blattachseln entspringen. Die fünfzähligen Blüten haben einen Durchmesser von 6 bis 12 mm. Sie haben ein doppeltes Perianth aus je fünf Kelch- und Kronblättern. Die ganzrandigen, weißen, eiförmigen Kronblätter sind etwa doppelt so lang wie die 2 bis 3 mm langen Kelchblätter. Die Blüte enthält zehn Staubblätter und einen fünfzähligen Griffel.
Die fast kugelförmige Kapselfrucht überragt die Kelchblätter etwas und öffnet sich mit fünf stumpfen Klappen. Die kleinen dunkelbraun, eiförmigen Samen sind etwa 0,5 mm lang.

### Chromosomenzahl
Die Chromosomenzahl beträgt 2n = 56, seltener 20-24 oder 44.

## Vorkommen
Das Niederliegende Mastkraut ist zirkumpolares eurasiatisches Florenelement der gemäßigten Zonen. In den nördlichen Regionen Europas und Nordamerikas besonders in küstennahen Gebieten ist es verbreitet. Außerdem kommt es in Sibirien vor und wurde zudem teilweise in südlichere Gebiete verschleppt. Es siedelt im Allgemeinen bis in Höhenlagen von etwa 700 Meter, allerdings gibt es in der Schweiz Fundstellen bis in Höhenlagen von 1300 Meter. Die ökologischen Zeigerwerte nach Landolt et al. 2010 sind in der Schweiz: Feuchtezahl F = 4+w+ (nass aber stark wechselnd), Lichtzahl L = 4 (hell), Reaktionszahl R = 4 (neutral bis basisch), Temperaturzahl T = 3+ (unter-montan und ober-kollin), Nährstoffzahl N = 2 (nährstoffarm), Kontinentalitätszahl K = 1 (ozeanisch), Salztoleranz = 1 (tolerant).
Das Knotige Mastkraut wächst an erdig-offenen Stellen auf feuchten bis nassen, stickstoffreichen, meist kalkhaltigen Sand-, Torf- oder Tonböden. Leicht versalzene Böden, mit einem Chloridgehalt kleiner 0,3 %, kann das Knotige Mastkraut ebenfalls ertragen. Es tritt üblicherweise in kleinen bis größeren Gruppen auf. Es siedelt auf (Vieh-)trittgeschädigten Flächen, auf offenen Weg- und Grabenrändern und in nährstoffarmen Mooren und Moorwäldern. An der Nordsee wächst es auf Strandwiesen und flachen Sandrücken. Es ist in Mitteleuropa eine Charakterart des Juncetum compressi und kommt an den Küsten in der Varietät var. moliniformis in Gesellschaften des Saginion maritimae vor.

## Ökologie
Obwohl die Blüten sehr klein sind, produzieren sie doch Nektar durch Drüsen am Grund der Staubblätter, sodass eine Insektenbestäubung vorwiegend durch Bienen und kleine Fliegen stattfindet. Allerdings können sich die zwittrigen Blüten auch selbst bestäuben. Die weitere Verbreitung der Art erfolgt durch Samen, die der Wind verdriftet, und zum anderen durch vegetative Vermehrung, in dem sich die abgefallenen Blattsprosse bewurzeln. Insgesamt ist die Art konkurrenzschwach und gelangt oft nicht zur Blüte oder die Samen reifen nicht voll aus.
Beim Knotigen Mastkraut sind bis 1 Zentimeter breite Blüten mit teilweise fehlgeschlagenen Staubblättern und kleinere rein weibliche Blüten beobachtet worden. Da die Art oft nicht sehr blühwillig ist und auch die Samen manchmal nicht voll ausreifen können, findet bei ihr fast immer vegetative Vermehrung statt. Im Herbst sterben die Stängel ab, aber die in den Blattachseln gebildeten Kurztriebe dienen als Brutknospen. Sie werden abgeworfen, überwintern am Boden bewurzeln sich entweder schon im Herbst oder im folgenden Frühjahr und wachsen zu neuen Pflanzen heran.

## Gefährdung
Das Knotige Mastkraut ist in Deutschland als „stark gefährdet“ eingestuft. In einigen Bundesländern wird es bereits als „vom Aussterben bedroht“ oder gar als „ausgestorben“ geführt. Die Bestandsentwicklung ist sowohl in Deutschland als auch in Zentraleuropa rückläufig. Auch in der Schweiz wird es in der „Roten Liste“ bedrohter Arten geführt. Allerdings gilt die Art innerhalb Zentraleuropas noch als ungefährdet.

## Taxonomie und Systematik
Das Knotige Mastkraut wurde 1753 von Karl von Linné in Species Plantarum Band 1, Seite 440 als Spergula nodosa erstbeschrieben. Die Art wurde 1833 von Eduard Fenzl in Versuch einer Darstellung der Geographischen Verbreitungs- and Vertheilungs-Verhältnisse der Natürlichen Familie der Alsineen Tafel auf Seite 18 als Sagina nodosa (L.) Fenzl in die Gattung Sagina gestellt. Sagina nodosa (L.) Fenzl hat die Synonyme Spergula nodosa L. und Sagina nodosa var. moniliformis (G. Mey.) Lange.
Man kann die folgende Unterarten unterscheiden:
- Sagina nodosa subsp. nodosa ist stärker behaart, vor allem an den Mittelrippen der Laubblätter. Blütezeit ist der Spätsommer. Die Chromosomenzahl beträgt 2n = 56. Es findet sich in feuchte Spalten von Felsen entlang der Meeresküste und auf nassen Sand in Flussmündungen in Höhen bis 300 Meter. Das Hauptverbreitungsgebiet ist Nord-Ost-Kanada.
- Sagina nodosa subsp. borealis Crow ist in ganz Kanada bis Grönland verbreitet. Blütezeit ist der Spätsommer. Diese Unterart ist weitgehend unbehaart und ist entlang der Küste und den Ufern der großen Seen verbreitet. Die Chromosomenzahl beträgt 2n = 56.